# Landu
Landu ist eine indonesische Insel im Timorarchipel (Kleine Sundainseln). Sie gehört zum Kabupaten (Regierungsbezirk) Rote Ndao in der Provinz Ost-Nusa Tenggara.
Landu liegt vor der südwestlichen Küste der Insel Roti. Auf Landu selbst gibt es ein Dorf an der Ostspitze und ein weiteres an der Nordwestküste. Südlich von Landu sind kleinere, unbewohnte Inseln vorgelagert. Die größte davon ist Liu. Landu hat eine Fläche von 643 ha.